# François Giacobbi
Pour les articles homonymes, voir Giacobbi.
François Giacobbi est un homme politique français, né le 19 juillet 1919 à Venaco (Haute-Corse) et mort le 7 mars 1997 à Bobigny.
Il est le fils de Paul Giacobbi qui fut ministre sous de Gaulle, et le père de Paul Giacobbi, député de la Corse entre 2002 et 2017.

## Fonctions
- Sous-secrétaire d'État à la Présidence du Conseil du gouvernement Félix Gaillard (du 11 novembre 1957 au 15 avril 1958).
- Sous-secrétaire d'État à la Présidence du Conseil du gouvernement Maurice Bourgès-Maunoury (du 17 juin au 30 septembre 1957).
- Député radical de la Corse de 1956 à 1958.
- Sénateur de la Corse puis de la Haute-Corse de 1962 à 1997.
- Président du Conseil général de la Corse de 1959 à 1976.
- Président du Conseil général de la Haute-Corse de 1976 à 1992.
- Président du Conseil régional de Corse de 1974 à 1979.